# 권소현
권소현(1994년 8월 30일 ~ )은 대한민국의 배우로 과거 걸 그룹 포미닛의 멤버였다.

## 학력
- 서울광희초등학교 (졸업)
- 금호여자중학교 (졸업)
- 풍문여자고등학교 (졸업)
- 동국대학교 연극학과 (졸업)

## 출연

### 드라마
- 2003년 ~ 2004년 MBC 월화 특별기획 드라마 《대장금》
- 2003년 ~ 2004년 KBS1 저녁 일일연속극 《백만송이 장미》
- 2004년 SBS 드라마스페셜 《파란만장 미스김 10억 만들기》
- 2004년 kBS2 수목 미니시리즈 《4월의 키스》
- 2004년 SBS 월화 특별기획 드라마 《장길산》
- 2004년 SBS 주말 미니시리즈 《파리의 연인》
- 2004년 ~ 2005년 MBC 일요 특별기획 드라마 《단팥빵》
- 2004년 ~ 2005년 MBC 월화 특별기획 드라마 《영웅시대》 ... 6회 출연 역

+ 2010년 MBC 저녁 일일시트콤 《지붕뚫고 하이킥!》 - 그룹 스키니 멤버 역 (특별출연)
- 2017년 tvN 수목 미니시리즈 《크리미널 마인드》 ... 권유진 역
- 2019년 SBS 월화 미니시리즈 《초면에 사랑합니다》 ... 하리라 역
- 2019년 OCN 수목 미니시리즈 《미스터 기간제》 ... 서윤아 역
- 2020년 TV조선 웹드라마 《학교기담 Episode Ⅰ:8년》
- 2022년 KBS2 수목 미니시리즈 《너에게 가는 속도 493KM》 ... 천유리 역
- 2022년 tvN 수목 미니시리즈 《살인자의 쇼핑목록》 ... 이경아 역
- 2023년 KBS2 월화 미니시리즈 《어쩌다 마주친, 그대》 ... 이은하 역

### 영화
- 2005년 《주먹이 운다》
- 2014년 《황구》 ...  신미수 역
- 2017년 《내게 남은 사랑을》 ...  김달님, 노래 역
- 2019년 《생일》 ...  주은빈 역
- 2019년 《블랙머니》 ...  박수현 역 (특별출연)
- 2019년 《감쪽같은 그녀》 ... 성인 나진주 역 (우정출연)
- 2020년 《런 보이 런》 ...  지우 역
- 2020년 《학교괴담 ─ 8년》
- 2022년 《그 겨울, 나는》 ... 혜진 역
- 2024년 《딜리버리》

### 예능
- 2011년 KBS2 《아이돌 건강미녀 선발대회》
- 2011년~2012년 MBN 《Show K Music》
- 2012년 KBS2 《세자빈 프로젝트-왕실의 부활》
- 2014년 MBC every1 《우리집에 연예인이 산다 1》
- 2014년 KBS1 《할머니는 1학년》
- 2014년 KBS2 《로드킹》
- 2014년 KBS2 《도서관이 살아있다》
- 2014년~2015년 MBC every1 《형돈이와 대준이의 히트제조기 빅병》
- 2016년 SkyPetpark 《마이 펫 연구소》
- 2016년 KBS Joy 《아이돌 인턴왕》

### 뮤직비디오
- 2012년 틴탑 - 미치겠어

## 수상
- 2019년 월드스타연예대상 영화부문 우수 연기상

## 홍보대사
- 2014년 코오롱 양궁팀 홍보대사
- 2019년 재활힐링승마 홍보대사
- 2020년 재활힐링승마 홍보대사